# 金一南
金一南（1952年2月—），汉族，江西永丰人，中华人民共和国军事问题专家，中国共产党党员，中国人民解放军少将。

## 简介
金一南是中国人民解放军开国少将金如柏的次子，1952年出生于江西。金一南随父母在昆明度过了童年，后举家来到北京。文革爆发后，金如柏和夫人郑织文被打倒，金一南也沦为“黑帮子女”，初中刚毕业就来到一家小工厂当烧瓶工。九一三事件后，金如柏被平反；金一南也于1972年入伍，曾先后做过无线电技师和军体教员。
1984年，金如柏逝世，金一南被调回北京，之后又被分配到解放军政治学院的一家校办工厂。1987年，金一南被分配到解放军政治学院图书馆，并开始自学军事理论知识。曾赴美国国防大学和英国皇家军事科学院学习进修，并代表中国人民解放军国防大学赴美国国防大学讲学。曾任中国人民解放军国防大学战略研究所所长。2008年当选第十一届全国政协委员。现为中共中央党校、国家行政学院、北京大学等多所院校的兼职教授，中国科学院中国发展战略学研究会国防战略委员会专家委员，《学习时报》专栏作者，中央人民广播电台《国防时空》子栏目《一南军事论坛》主持人。

## 著作
- 《竞争：生存与毁灭的抉择》，1993年
- 《狂飙歌：前所未闻的较量》（上下册），中国档案出版社，1996年
- 《军人生来为牺牲：金一南军事随笔》，解放军出版社，2001年
- 《军人生来为战胜：金一南军事随笔》，解放军文艺出版社，2001年
- 《国家安全论》（与他人合著），2002年
- 《21世纪初国际冲突与危机处理》，科研成果，2003年
- 《一南军事论坛：国际安全形势大透析》，解放军出版社，2006年
- 《苦难辉煌》上下，华艺出版社，2009年
- 《走向辉煌 中华文明大讲堂》中华书局，2011年
- 《浴血荣光》，北京联合出版公司，2012年
- 《心勝》，長江文藝出版社，2013年
  - 《心胜2 灵魂与血性 关乎命运》 长江文艺出版社2016.03
  - 《心胜3 尊严与正义 关乎国运》 长江文艺出版社 2017.05
- 《金一南讲稿自选集》国防大学出版社，2014年
- 《魂兮归来 金一南讲抗日战争》北京联合出版公司，2015年
- 《金一南讲：世界大格局，中国有态度》，北京联合出版公司，2015年
- 《历史 追寻之旅》长江文艺出版社，2015年
- 《强军策》 多人合著，上海远东出版社 2016.07
- 《大国战略》多人合著，中国言实出版社 2017.01
- 《胜者思维》北京联合出版公司 2017.04
- 《为什么是中国》，北京联合出版公司，2020年

## 外部連結
- 金一南 - 中國軍網 （页面存档备份，存于）